# Henry de Vilmorin
Pour les autres membres de la famille, voir Famille de Vilmorin.
Charles Henry Philippe Lévêque de Vilmorin (26 février 1843 - 23 août 1899), appelé plus communément Henry de Vilmorin,  est un botaniste et sélectionneur français.

## Biographie
Il est le fils de Pierre Louis François Levêque de Vilmorin (1816-1860) et d'Élisa Bailly (1826-1868), et le grand-père de la romancière, poète et journaliste, Louise de Vilmorin,.
Sept générations de la famille Levêque de Vilmorin ont apporté une contribution éminente à l'agriculture française pendant plus de deux cent trente ans, notamment par leurs améliorations de la betterave sucrière et du blé, publiant plus de trois cent soixante articles sur les plantes cultivées du point de vue de l'agriculture, de l'horticulture et de la botanique.
L'arrière-grand-père de Vilmorin, Philippe Victoire de Vilmorin (1746-1804) et son beau-père, Pierre Andrieux, maître grainier et botaniste du roi Louis XV, firent revivre en 1774, sous le nom de  Vilmorin-Andrieux, une ancienne entreprise de production de semences. 
Henry de Vilmorin dirigea cette entreprise à partir de 1873 et il fut le premier à pratiquer l'hybridation du blé. Son travail lui permit d'obtenir 18 souches de blés à haut rendement, tout en poursuivant celui de son père sur la sélection de la betterave à sucre. Il publia en 1880 Les meilleurs blés avec la description des variétés de blé d'hiver et de printemps et leur culture. 
Cet ouvrage fut suivi par un supplément publié par Vilmorin-Andrieux et Cie en 1909. Il publia également en 1893 un petit livre en anglais, Flowers of the French Riviera. Ses apports contribuent à une période générale de modernisation des cultures céréalières.
Hooker lui dédia le 125e volume du Botanical Magazine de William Curtis.
Henry Levêque de Vilmorin a été maire de Verrières-le-Buisson de 1884 à sa mort.

## Famille
Henry de Vilmorin a épousé en 1869 Louise Julie Darblay, fille de Jacques-Paul Darblay (1814-1854) et de Marguerite-Julie Rousseau (1825-1896). Ils eurent sept enfants :
- Caroline Marie Julie Elisabeth Lévêque de Vilmorin (1870-1940),
- Joseph Marie Philippe Levêque de Vilmorin (1872-1917),
- Louise Marie Thérèse Lévêque de Vilmorin (1873-1967),
- Jean Louis Marie Lévêque de Vilmorin (1876-1946),
- Charles Claude Marie Marc Lévêque de Vilmorin (1880-1944),
- Louis Lévêque de Vilmorin (1883-1944),
- Paul Marie Vincent Lévêque de Vilmorin (1885-1940).

## Sociétés savantes
- Académie d'agriculture de France, membre titulaire le 28 février 1885,
- Société botanique de France, membre à vie (1860), président (1889),
- Société de l'histoire de Paris et de l'Île-de-France[9].

## Œuvres

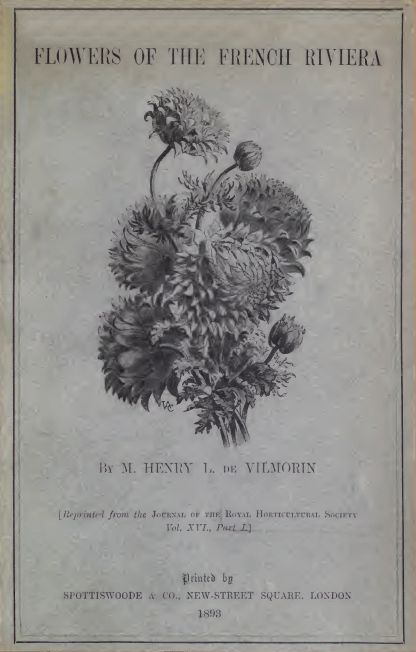
Flowers of the French Riviera, ouvrage publié à Londres en 1893

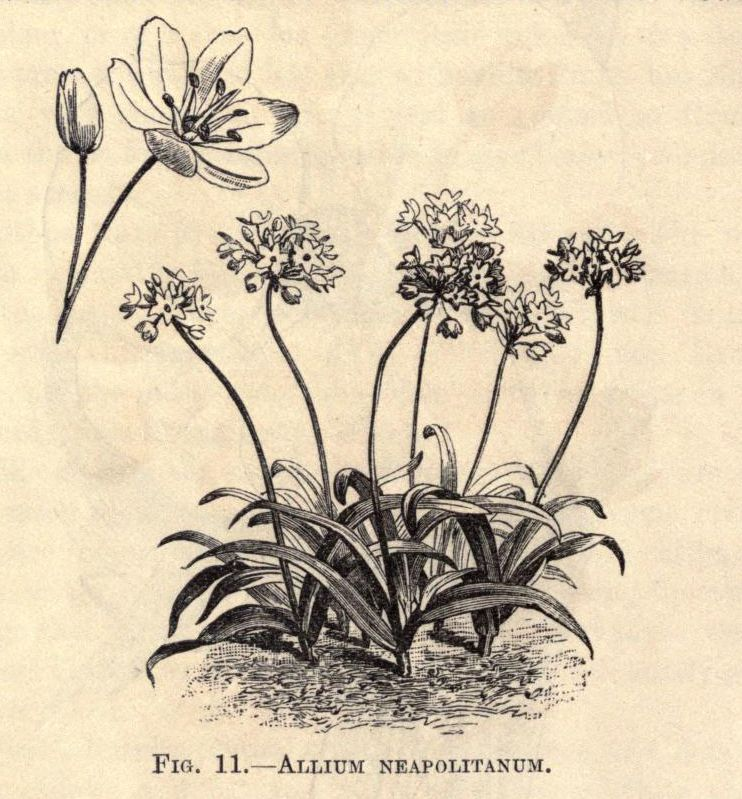
Allium neapolitanum, planche extraite de Flowers of the French Riviera.

- Assainissement de la Seine. Épuration et utilisation des eaux d'égout. Commission d'études. Rapport de la première sous-commission chargée d'étudier les procédés de culture horticole à l'aide des eaux d'égout, 1878.
- Les Blés à cultiver, conférence faite au congrès de l'Association nationale de la meunerie française, le 7 septembre 1887, à Paris (2e édition), suivie de l’Hiver de 1890-1891 et les blés, par Henry L. de Vilmorin, 1892.
- Catalogue méthodique et synonymique des froments qui composent la collection de Henry L. de Vilmorin, 1889.
- Le Chrysanthème, histoire, physiologie et culture en France et à l'étranger, 1896.
- Les Cultures de betteraves faites à la colonie de Mettray sous la direction de la Société des agriculteurs de France en 1875, rapport présenté à l'Assemblée générale le 15 mars 1876, par M. Henry de Vilmorin, 1876.
- Exposition universelle internationale de 1878 à Paris, groupe V, classe 46. Rapport sur les produits agricoles non alimentaires, 1881.
- Les Fleurs à Paris, culture et commerce, par Philippe L. de Vilmorin. Introduction par Henry L. de Vilmorin, 1892.
- L'Hérédité chez les végétaux, 1890.
- Les Légumes de grande culture, par M. Henry Lévêque de Vilmorin,., 1894.
- Les légumes usuels, 1890.
- Les Meilleures pommes de terre, conférence faite au Concours agricole général de Paris le 30 janvier 1888.
- Les Meilleurs blés, description et culture des principales variétés de froments d'hiver et de printemps, 1880.
- Note sur une expérience relative à l'étude de l'hérédité dans les végétaux, 1879.
- Notice biographique sur Alphonse Lavallée, trésorier perpétuel de la Société nationale d'agriculture, 1886.
- Les Plantes de grande culture : céréales, plantes fourragères, industrielles et économiques, 1892.
- Du Choix des blés de semence, des soins à leur donner, Syndicat des agriculteurs du Loiret, conférence du 24 octobre 1891, par M. H. de Vilmorin.

## Décorations
- Officier de la Légion d'honneur (1889)[10]